# Диканька
Дика́нька (укр. Дика́нька) — посёлок городского типа, Диканьский поселковый совет, Диканьский район, Полтавская область, Украина. Является административным центром Диканьского района и Диканьского поселкового совета, в который входят сёла Васильевка, Прони и Трояны. Известен благодаря книге Н. В. Гоголя «Вечера на хуторе близ Диканьки».

## Общие данные
Посёлок городского типа Диканька находится в 27 км к северу от областного центра Полтава, между реками Ворскла и Кратова Говтва (~3 км).
На расстоянии в 6,5 км расположено село Великие Будища.
На территории посёлка несколько небольших прудов. Рядом проходят автомобильные дороги Н-12 и Т-1721.

## История
Есть несколько версий происхождения названия "Диканька". Одни связывают его с наличием здесь когда-то густых диких лесных массивов, другие — с фамилией Дикань, которая будто бы была у первопоселенца. Такая фамилия, и в самом деле, по сей день встречается в округе. Основываясь на исторических документах, В. Кривошея предполагал, что им был казак Яхно Диканенко.
Впервые Диканька документально упоминается в 1658 году в летописи Самуила Величко. Тогда близ Диканьки сошлись в бою отряды полтавского полковника Мартына Пушкаря и гетмана Ивана Выговского. С той поры поле боя называют Сербинским, там осталась и Сербинская братская могила.
В 1668 около этой могилы в столкновении с гетманом Правобережной Украины Петром Дорошенко был убит левобережный гетман Иван Брюховецкий. Заселена Диканька была выходцами из Правобережной Украины — казаками и крестьянами, которые бежали из-под гнёта польской шляхты.

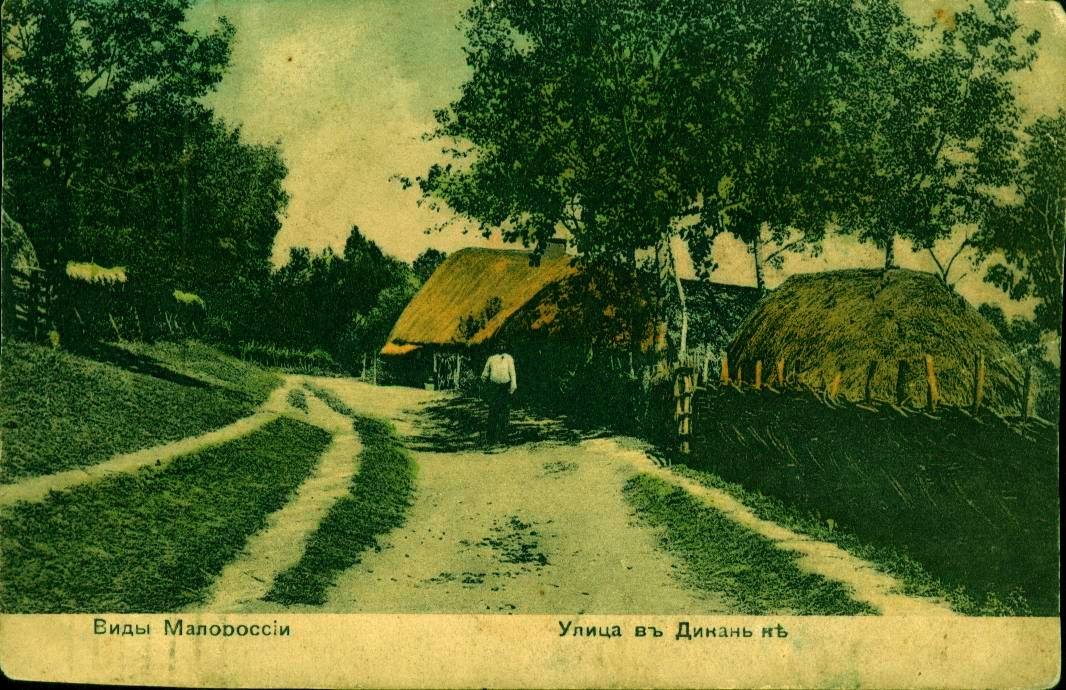
Диканька, конец XIX ст.

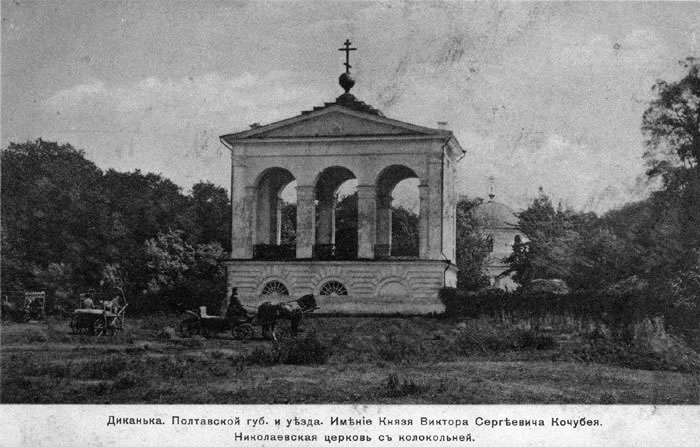
Колокольня Николаевской церкви, конец XIX ст.

Однако остатки подземных ходов, большие ответвления которых ведут из центра Диканьки в направлении села Великие Будища, свидетельствуют, что люди жили тут и раньше, спасаясь в подземелье от набегов крымских татар в XV—XVI вв.
До наших времён сохранились также остатки пещерного скита, который существовал в лесной чаще к востоку от Диканьки до 1602 года. Это были почти целый подземный городок из 8 пещер, соединённых разветвлёнными ходами, и системы поддержания жизнедеятельности монахов.
С 1689 года село принадлежало генеральному судье войска Запорожского В. Л. Кочубею, в дальнейшем в поместье Кочубеев был создан усадебный ансамбль.
В 1893 году Диканька являлась центром Диканьской волости Полтавского уезда Полтавской губернии, в котором насчитывалось 3442 жителя и 757 дворов, здесь действовали винокуренный и пивоваренный заводы, кузница, 2 маслобойки, 43 ветряных мельницы, 3 торговые лавки, 1 топчак; ежегодно проходили три ярмарки.
В ходе гражданской войны усадьба была разорена, многие элементы дворцово-паркового комплекса безвозвратно погибли.
20 октября 1931 года здесь началось издание районной газеты.
В ходе Великой Отечественной войны в 1941—1943 гг. село находилось под немецкой оккупацией.
В 1957 году селу присвоен статус посёлка городского типа.

## Население
В 1959 году численность населения составляла 5552 человека.
В 1989 году численность населения составляла 8863 человека.
По данным Всеукраинской переписи населения 2001 года, численность населения составляла 8468 человек.

### Языковой состав
Родной язык населения по данным переписи 2001 года:
| Язык       | Численность, чел. | Доля     |
| ---------- | ----------------- | -------- |
| Украинский | 8127              | 95,97 %  |
| Русский    | 313               | 3,70 %   |
| Другие     | 28                | 0,33 %   |
| Итого      | 8468              | 100,00 % |

## Экономика
- Кирпичный завод.
- Диканьский комбикормовый завод (ДМКЗ).
- ООО «УкрОлія» (подсолнечное масло, соевый жмых).
- ГП Диканьский леспромхоз.
- ЗАО Диканьский завод строительной керамики.
- ЗАО Диканьский завод продтоваров «Проминь».
- ООО «Диканька-насиння».
- ООО «Энергия XXI».
- ООО «Инверт» (кондитерские изделия, производство муки).
- Газокомпрессорная станция на мощном магистральном газопроводе.

## Объекты социальной сферы
- Детский сад «Ромашка».
- Диканьская опорная школа им. Н. В. Гоголя.
- Диканьская гимназия № 2.
- Спортивно-оздоровительный гостиничный комплекс «Диканька».
- Детский сад «Теремок».

## Образование и культура
Своего рода визитной карточкой Диканьки является Диканьский государственный историко-краеведческий музей им. Д. М. Гармаша, фонды которого насчитывают около 8000 экспонатов. В 9 залах музейной экспозиции представлены завораживающая природа, историческое прошлое и сегодняшние дни гоголевского края. Среди уникальных экспонатов — ценные археологические находки из скифских захоронений, каменные половецкие скульптуры, казацкие принадлежности, сундук Вакулы и другие бесценные реликвии.
Также в Диканьке имеется своя картинная галерея, в 8 залах которой разместились около 450 экспонатов: художественные полотна, графика, скульптура, чеканка по металлу, резьба по дереву. В Диканьке часто бывал Николай Гоголь. Отдельный зал посвящён творчеству всемирно известной М. К. Башкирцевой — тут размещена её мемориальная комната-музей.

## Достопримечательности

### Памятники архитектуры
От богатой, образцовой для своего времени усадьбы Кочубеев в Диканьке сохранилось немного.
- Триумфальная арка — исторический символ Диканьки, построена в 1820 году по проекту Луиджи Руска как парадный въезд в усадьбу Кочубеев в память о приезде в Диканьку императора Александра I. Арка является частью усадьбы Кочубеев, сохранившейся по сей день. Ранее её композиционным центром был красивый парадный дворец, построенный в конце XVIII века по проекту итальянского архитектора Джакомо Кваренги. Дворец Кочубеев в годы гражданской войны был разрушен и разобран. Триумфальная арка — единственный на Украине памятник культуры, увенчивающий триумф победы в Отечественной войне 1812 года с французами.
- Николаевская церковь — построена в 1794 году на месте деревянной, которая находилась на окраине Диканьки. Её проект в стиле классицизма выполнил известный зодчий той эпохи Н. А. Львов. Он впервые применил систему двойного купола. Особенное внимание привлекает резной иконостас из мореного дуба. Под церковью находится семейная усыпальница Кочубеев, где похоронено 5 князей и 3 княгини рода. Рядом с церковью находится колокольня, построенная в 1810—1827 гг. по проекту Луиджи Руска.
- Троицкая церковь сооружена в 1780 г. в стиле позднего барокко и имеет в плане форму креста. Это единственный памятник архитектуры, тесно связанный с творчеством Н. В. Гоголя, который часто бывал в ней. Существует легенда, якобы, именно здесь бывал кузнец Вакула из повести «Ночь перед Рождеством».
- В посёлке есть памятники Тарасу Шевченко и Николаю Гоголю (скульптор Л. Ильченко).

|                                |                         |                            |                        |                        |
| Колокольня Николаевской церкви | Триумфальная арка, 1820 | Николаевская церковь, 1797 | Усадьба Кочубеев, 1917 | Троицкая церковь, 1780 |

### Памятники природы
- Диканьский национальный природный парк.
- На самом въезде в Диканьку, вдоль старой дороги на Полтаву, сохранилось 4 «Кочубеевских» дуба. Это деревья-гиганты, которым уже 600—800 лет, высотой 20—22 метра, диаметром 150—185 см. Эти дубы воспеты А. Пушкиным в поэме «Полтава». По легенде, около этих дубов юная Мотря Кочубей встречалась с гетманом Мазепой.
- На южной окраине Диканьки сохранился памятник природы — Сиреневая роща, заложенная в начале XIX века помещиком Кочубеем для его больной дочки Анны. В карьер площадью около 2 га свозили со всех уголков мира около 40 видов сирени, внизу были разбиты аллеи, установлены лавки. По случаю цветения кустарника в Диканьке традиционно проводится праздник «Песни Сиреневой рощи».

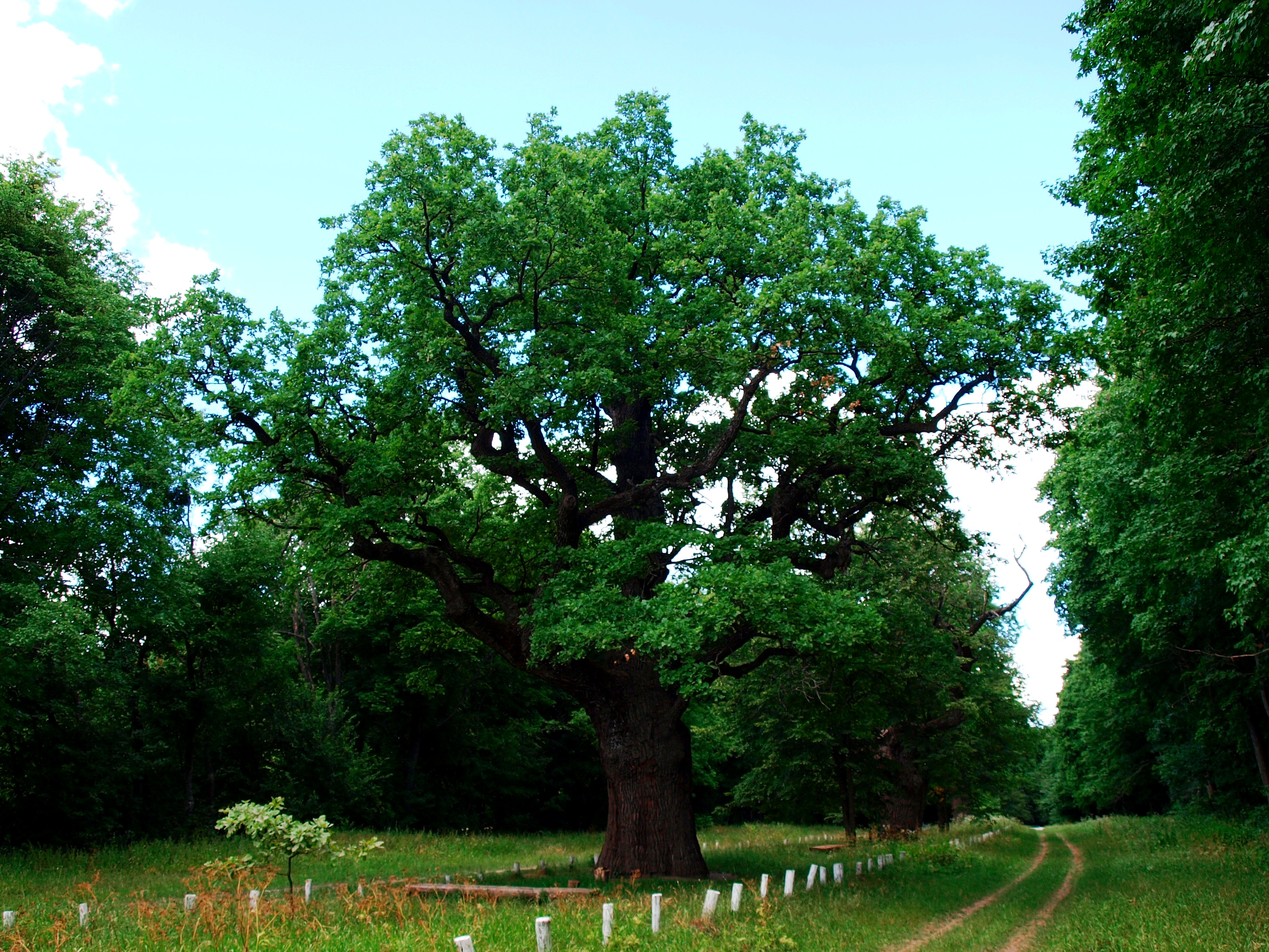
Заповедные 800-летние дубы
Сиреневая роща в цвету
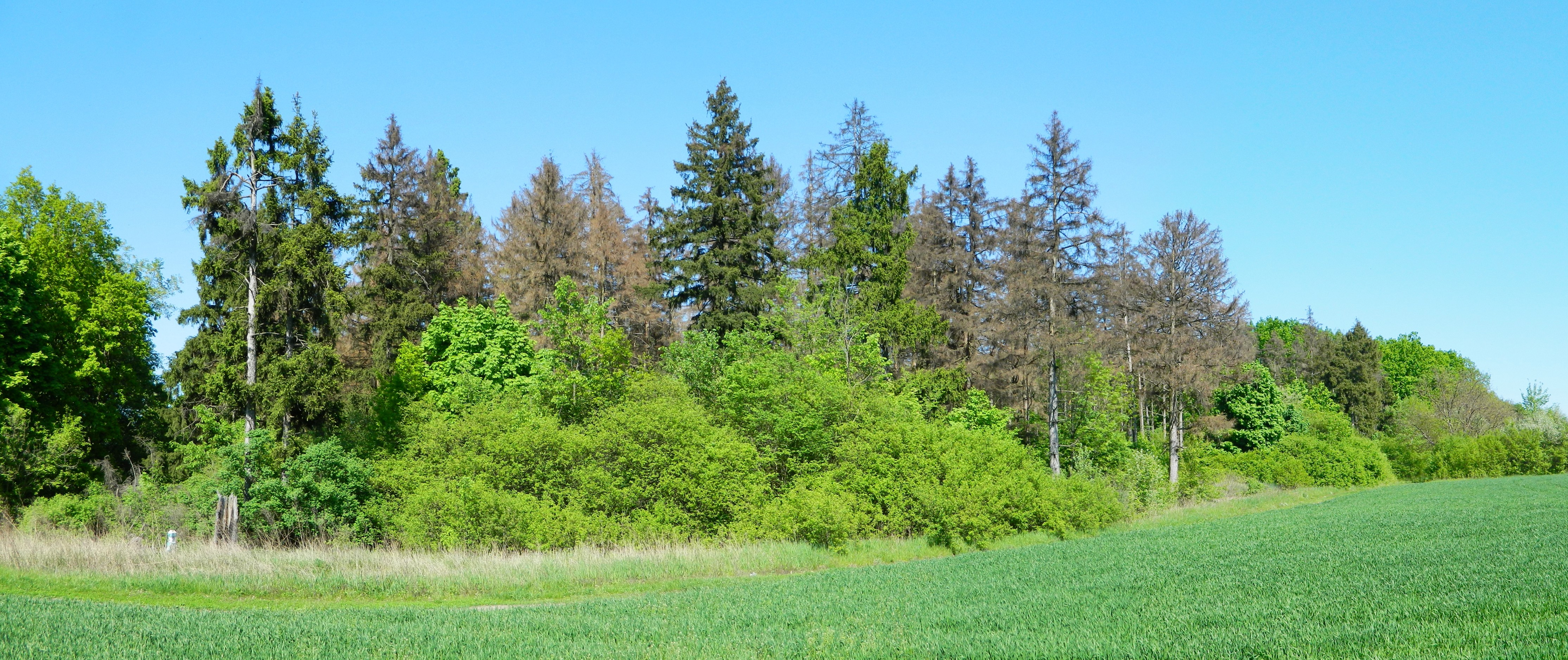
Еловый лес
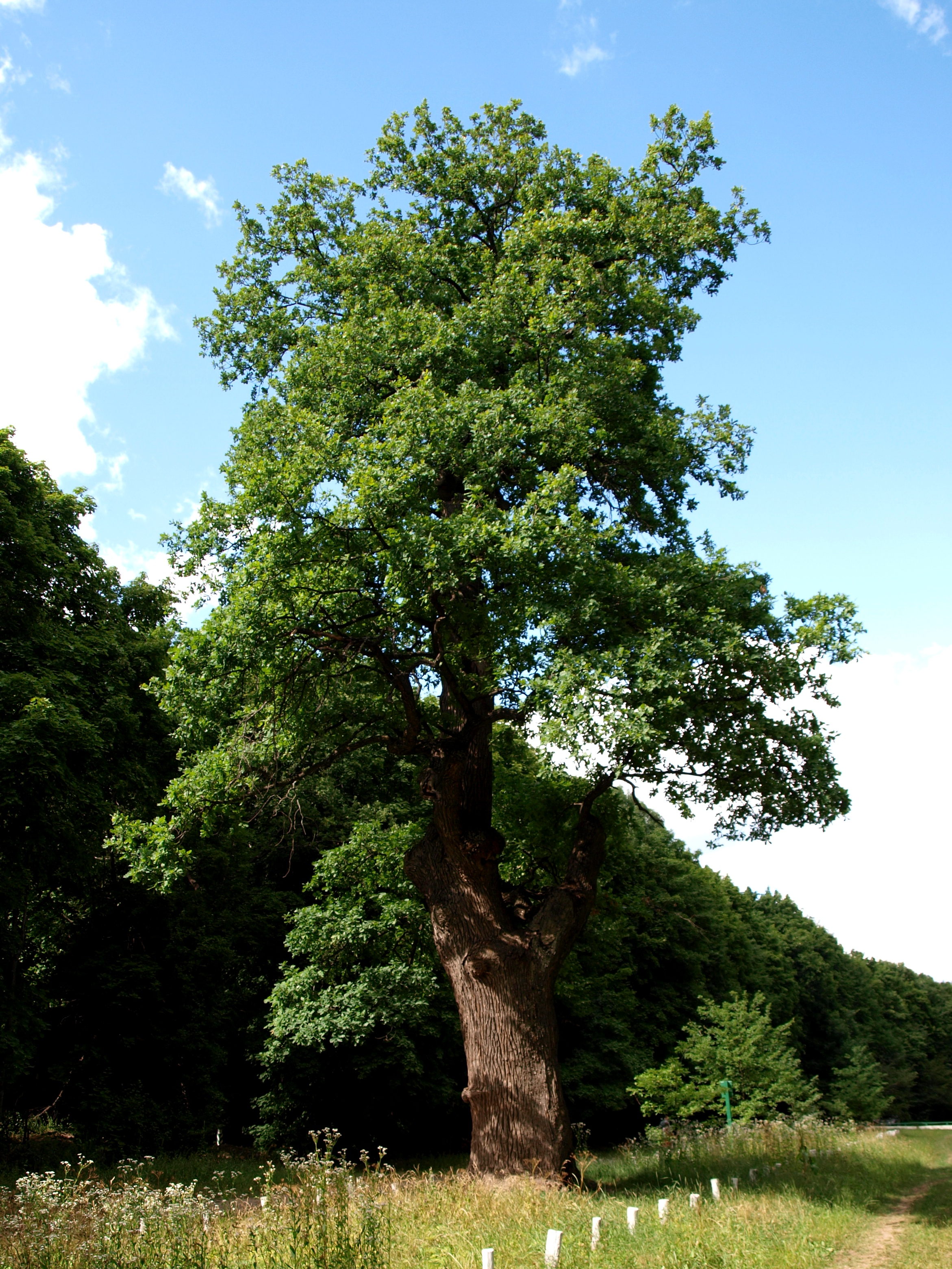
Заповедные 800-летние дубы